# Gare de Sommery
La gare de Sommery est une gare ferroviaire française de la ligne de Saint-Roch à Darnétal-Bifurcation, située sur le territoire de la commune de Sommery dans le département de la Seine-Maritime, en région Normandie.
Elle est mise en service en 1867 par la Compagnie des chemins de fer du Nord.
C'est une halte voyageurs de la Société nationale des chemins de fer français (SNCF), desservie par des trains TER Normandie.

## Situation ferroviaire
Établie à 181 mètres d'altitude, la gare de Sommery est située au point kilométrique (PK) 80,385 de la ligne de Saint-Roch à Darnétal-Bifurcation, entre les gares ouvertes de Serqueux et de Montérolier - Buchy. Vers Montérolier - Buchy, s'intercalent le tunnel de Sommery (1 488 m) et l'ancienne halte de Mathonville - Neufbosc.

## Histoire
La station de Sommery est mise en service le 18 avril 1867 par la Compagnie des chemins de fer du Nord, lors de l'ouverture de l'exploitation voyageurs de la ligne d'Amiens à Rouen. L'ouverture du service des marchandises a lieu le 26 avril. Lors de la guerre de 1870, les Prussiens occupent la gare le 5 décembre, la placent sous leur administration en expulsant le personnel de la compagnie du Nord qui ne sera réintégré que le 20 mars suivant. Des postes de surveillance sont établis aux entrées du tunnel.

## Service des voyageurs

### Accueil

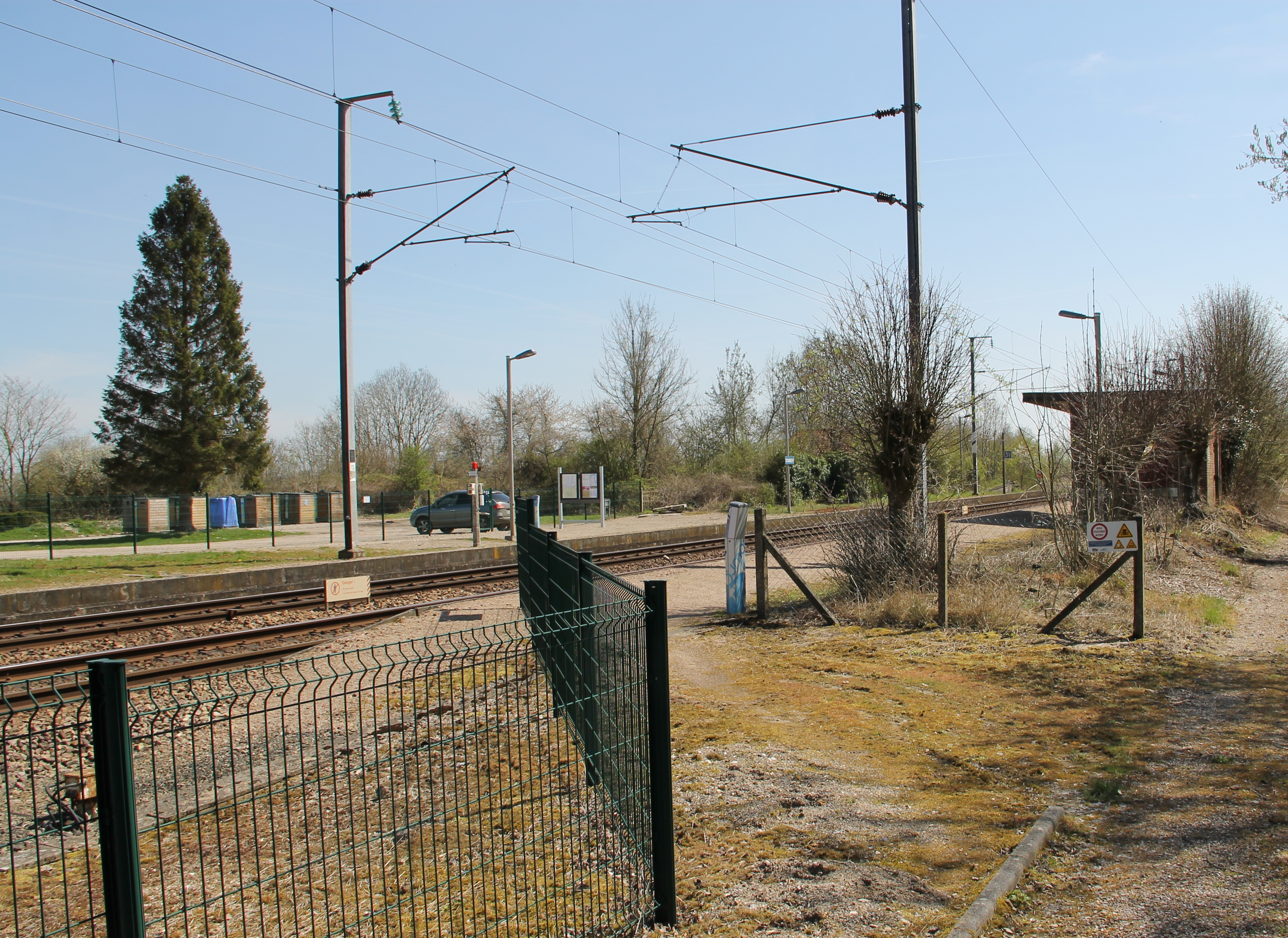
La halte, et l'emplacement de l'ancien bâtiment voyageurs.

Halte SNCF, c'est un point d'arrêt non géré (PANG) à accès libre. La traversée des voies se fait par le passage à niveau voisin.
.

### Desserte
Sommery est desservie par les trains TER Normandie. En 2022, SNCF estime la fréquentation annuelle à 5 838 voyageurs.

### Intermodalité
Non aménagé, le stationnement est néanmoins possible sur l'ancienne place de la gare.

## Patrimoine ferroviaire
Fermé, l'ancien bâtiment voyageurs, encore présent en 2013, est aujourd'hui démoli.